# إدغار ر. باسيت
إدغار ر. باسيت (بالإنجليزية: Edgar R. Bassett)‏ هو ضابط أمريكي، ولد في 10 مارس 1914 في فيلادلفيا في الولايات المتحدة، وتوفي في 4 يونيو 1942 في المحيط الهادئ.